# 豪伊·凯尔西
霍华德·“豪伊”·凯尔西（英語：Howard "Howie" Kelsey，1957年8月8日—），加拿大男子篮球运动员。他曾代表加拿大获得1984年夏季奥运会男子篮球比赛第四名。同时也在1983年夏季世界大学生运动会上获得一枚金牌。